# Giraud (évêque de Genève)
Pour les articles homonymes, voir Giraud.
Giraud ou Gérold (Gerauldi, Girardus) est un évêque de Genève de la seconde moitié du Xe siècle et archichancelier du royaume de Bourgogne. Giraud est placé au 40e rang des évêques dans la liste de la Bible de Saint-Pierre.

## Biographie
Giraud (Gerauldi Genevensis episcopi) est mentionné dans des diplômes comme évêque de Genève, entre les années 958 et 978,,. Il semble très probablement appartenir à la famille des comtes de Genève,.
Il est également l'archichancelier du roi d'Arles et de Vienne dit aussi des Deux Bourgognes Conrad III,. Il succède vraisemblablement à ces deux fonctions à Aymon,.
Le diocèse de Genève est représenté, sans qu'une mention de l'évêque ne soit donné, en février 962, à Rome, au synode au cours duquel le nouvel empereur, Otton Ier, fait une donation à l'abbaye Saint-Pierre de Ratisbonne. Il est par contre attesté (Geraldo Genevensi) dans une lettre de recommandation, datée de 968 une lettre, provenant du pape Jean XIII à propos de privilèges accordés à l'abbé de Cluny,.
Il semble à l'origine de la construction de l'église du prieuré de Peillonnex, avant 988 (Oursel, 2007). Il est en effet nommé comme étant celui à l'origine de l'édification l'église prieuriale dans une donation faite à Peillonnex par le comte Robert, entre 1012 et 1019,.
Il est participe, selon le Régeste genevois (1866), à une sentence, sans date, contre le seigneur Aicard aux côtés de l'archevêque de Vienne, Thibaud, l'évêque de Grenoble, Isarn, et d'autres prélats. L'acte répertorié par le Regeste dauphinois (1912) ne le mentionne pas.
Son épiscopat prend fin en 978,. Hugues (Hugo) lui succède en 993,,.